# Lotta ai VII Giochi della Francofonia
Le competizioni di lotta ai VII Giochi della Francofonia si sono svolti dall'8 al 10 settembre 2013 a Nizza, in Francia. Si sono svolti 16 tornei, 8 maschili ed 8 femminili, tutti di lotta libera.

## Podi

### Uomini
| Evento | Oro                    | Argento            | Bronzo                               |
| 55 kg  | Ohan Gikinian          | Steven Takahashi   | Adam Bieńkowski Jake Renning         |
| 60 kg  | Michael Asselstine     | Vincent De Marinis | Jean Bernard Diatta Quentin Sticker  |
| 66 kg  | Narek Sirunian         | Adrian Moise       | Abd ar-Rahman Ibrahim Scott Schiller |
| 74 kg  | Zelimkhan Khadjiev     | Cleopas Ncube      | Andrzej Sokalski Shawn Daye-Finlay   |
| 84 kg  | Sebastian Jezierzański | Jordan Steen       | Andrei Frant Alex Brown-Theriault    |
| 96 kg  | Wiktor Kaziszwili      | Riley Otto         | Kamil Wojciechowski Thomas Macrae    |
| 120 kg | Sunny Dhinsa           | Thiacka Faye       | Andranik Galystian Charles Thoms     |

### Donne
| Evento | Oro                | Argento                   | Bronzo                                    |
| 48 kg  | Mădălina Linguraru | Lenka Matejová            | Sotheara Chov Jasmine Mian                |
| 51 kg  | Vanessa Brown      | Isabelle Pascale Ladeveze | Sara Jezierzańska                         |
| 55 kg  | Tatiana Debien     | Samantha Stewart          | Brianne Barry Katarzyna Michalak          |
| 59 kg  | Michelle Fazzari   | Edwige Ngono Eyia         | Edwinge Goudiaby Eyia Katarzyna Madrowska |
| 63 kg  | Danielle Lappage   | Linda Morais              | Marie Milazar Paulina Grabowska           |
| 67 kg  | Beatrice Oancea    | Berthe Etane              | Weronika Marta Maleszka                   |
| 72 kg  | Veronica Keefe     | Cynthia Vescan            | Laure Ali Ahmat Fatime                    |

## Medagliere
La nazione ospitante è evidenziata.
| Posiz. | Nazione         | Oro | Argento | Bronzo | Totale |
| ------ | --------------- | --- | ------- | ------ | ------ |
| 1.     | Canada          | 5   | 3       | 5      | 13     |
| 2.     | Armenia         | 3   | 0       | 1      | 4      |
| 3.     | Francia         | 2   | 2       | 1      | 5      |
| 4.     | Romania         | 2   | 1       | 1      | 4      |
| 5.     | Québec          | 1   | 3       | 2      | 6      |
| 6.     | Polonia         | 1   | 0       | 7      | 8      |
| 7.     | Camerun         | 0   | 2       | 2      | 4      |
| 8.     | Nuovo Brunswick | 0   | 1       | 2      | 3      |
| 9.     | Senegal         | 0   | 1       | 1      | 2      |
| 10.    | Slovacchia      | 0   | 1       | 0      | 1      |
| 11.    | Qatar           | 0   | 0       | 1      | 1      |
| 11.    | Cambogia        | 0   | 0       | 1      | 1      |
| 11.    | Mauritius       | 0   | 0       | 1      | 1      |
| 11.    | Ciad            | 0   | 0       | 1      | 1      |
| Totale | Totale          | 14  | 14      | 26     | 54     |